# 乔治·威尔逊
乔治·威尔逊（英語：George Wilson，1942年5月9日—2023年7月29日），生于密西西比州默爾迪恩，美国前男子篮球运动员。他曾代表美国获得1964年夏季奥运会篮球比赛男子金牌。他于1964年参加了NBA选秀，结果被辛辛那提皇家选中。